# O Pistoleiro
O Pistoleiro é um filme brasileiro de 1976, do gênero drama de ação, dirigido por Oscar Santana.

## Sinopse
O filme conta a história de três matadores de aluguel: um deles é veterano na profissão; o outro é ingênuo, quase um débil mental; e o terceiro é um assassino circunstancial, que comete um assassinato por vingança e é obrigado, por um mandante, a enveredar pelo caminho do crime.

## Elenco principal
- Denise Bandeira
- João Carlos Barroso
- Gilberto Martinho
- Emiliano Queiroz
- Rui Resende